# Leste Central da Nigéria (estado)
O Estado Leste Central ou Leste Central é uma antiga divisão administrativa da Nigéria. Foi criada em 27 de Maio de 1967 de parte da Região Leste e existiu até 3 de Fevereiro de 1976, quando foi dividido em dois estados - Anambra e Imo. A cidade de Enugu era a capital do estado Leste Central.

## Líderes do Estado East Central
- Ukpabi Asika, Administrador (1967 – Julho 1975)
- Anthony Ochefu, Governador (Julho 1975 – Fevereiro 1976)